# Alix Popham
Pour les articles homonymes, voir Popham.
Pas d'image ? Cliquez ici

a Compétitions nationales et continentales officielles uniquement.

b Matchs officiels uniquement.
Dernière mise à jour le 12 juillet 2023.
Alix Jon Popham, est né le 17 octobre 1979 à Newport (Pays de Galles), est un joueur international gallois de rugby à XV, qui a joué avec l'équipe du Pays de Galles de 2003 à 2008 au poste de troisième ligne centre. 

## Carrière
Il joue avec le club des Llanelli Scarlets. Il a signé en France avec le CA Brive pour la saison de Top 14 2008-2009 où il a terminé sa carrière.
Il a disputé son premier test match le 14 juin 2003, contre l'équipe d'Australie.
Popham a participé à la Coupe du monde 2003 (2 matchs, défaite en quarts de finale).
Il a joué avec les Llanelli Scarlets en Coupe d'Europe et en Celtic league. Il a joué avec les Leeds Tykes en 2004-05.

### Après la fin de sa carrière
En 2020, après la fin de sa carrière, il est diagnostiqué d'une démence précoce et d'une encéphalopathie traumatique chronique (ETC) à cause des nombreuses commotions reçues lors de matchs.

## Palmarès
- 33 sélections
- 20 points
- Sélections par année : 6 en 2003, 4 en 2004, 2 en 2005, 7 en 2006, 13 en 2007, 1 en 2008
- Tournois des Six Nations disputés : 2004, 2006, 2007, 2008
- Coupes du monde disputées : 2003, 2007